# Patrick Phiri
Patrick Phiri (ur. 3 maja 1956) – zambijski piłkarz grający na pozycji pomocnika, a obecnie trener.

## Kariera piłkarska
Phiri w swojej karierze piłkarskiej grał w takich klubach jak: Rhokana United, Zambia Air Force i Red Arrows FC. W 1978 roku wraz z reprezentacją Zambii w Pucharze Narodów Afryki 1978 w Ghanie i w Pucharze Narodów Afryki 1982.

## Kariera trenerska
Po zakończeniu kariery piłkarskiej Phiri został trenerem. W latach 1987–1991 prowadził Red Arrows FC. W 1995 roku został trenerem Power Dynamos FC i pracował tam do 1996 roku. Wtedy też został selekcjonerem reprezentacji Zambii U-20 i w 1996 roku wywalczył z nią mistrzostwo Afryki U-20. Po tym turnieju został zastąpiony przez Benjamina Bwalyę, który wkrótce zmarł i Phiri ponownie został selekcjonerem reprezentacji. Poprowadził ją w Mistrzostwach Świata U-20 w Nigerii oraz wygrał z nią COSAFA Cup U-20.
Następnie Phiri dwukrotnie prowadził tanzański klub Simba SC. W 2006 roku został selekcjonerem reprezentacji Zambii zastępując Kalushę Bwalyę. Zambię poprowadził w Pucharze Narodów Afryki 2008. Po tym turnieju ponownie został trenerem Simby SC.